# Ga An Mỹ
Ga An Mỹ là một nhà ga xe lửa tại xã Tam An, huyện Phú Ninh, tỉnh Quảng Nam. Nhà ga là một điểm trên đường sắt Bắc Nam tiếp nối sau ga Phú Cang và trước ga Tam Kỳ. Lý trình ga: Km 857 + 100.